# فرودگاه ورمیلیون بی واتر
فرودگاه ورمیلیون بی واتر (به انگلیسی: Vermilion Bay Water Aerodrome) یک فرودگاه همگانی است که یک باند فرود آب دارد. این فرودگاه در کشور کانادا قرار دارد و در ارتفاع ۳۷۵ متری از سطح دریا واقع شده است.